# Michel van de Korput
Michaël Antonius Bernardus van de Korput, dit Michel van de Korput, est un footballeur international néerlandais, né le 18 septembre 1956 à Wagenberg.

## Carrière
Michel van de Korput commence sa carrière au Feyenoord Rotterdam. Il joue six saisons avec ce club, et remporte son premier trophée professionnel lors de la saison 1979-1980, grâce à une victoire en finale de la Coupe des Pays-Bas contre l'Ajax Amsterdam, sur un score de 3-1. 
Après ce titre, il est sélectionné pour représenter son pays lors du Championnat d'Europe de football 1980, mais les Néerlandais sont éliminés dès le premier tour. Il quitte ensuite les Pays-Bas pour rejoindre le Torino Calcio, arrivant la même année que l'entraîneur Ercole Rabitti. Néanmoins, il ne remporte pas le moindre titre et retourne à Rotterdam où il remporte son premier titre de champion des Pays-Bas et encore une victoire de la Coupe des Pays-Bas (le double en 1984). Le centre de cette équipe était Johan Cruijff.
Il tente de s'exporter une nouvelle fois, en 1985, en signant pour le FC Cologne, dans le championnat d'Allemagne de l'Ouest. Très utilisé la première saison, il ne joue malheureusement plus du tout la saison suivante. Il quitte le club après la saison 1986-87. Il signe en 1987 avec le Germinal Ekeren, qui évolue en troisième division belge, et obtient avec cette équipe deux promotions en deux saisons.

## Palmarès
- Finaliste de la Coupe UEFA 1985-1986 avec le FC Cologne
- Champion des Pays-Bas en 1984 avec le Feyenoord Rotterdam
- Vainqueur de la Coupe des Pays-Bas en 1980 et 1984 avec le Feyenoord Rotterdam
- Champion de Belgique de D2 en 1989 avec le Germinal Ekeren
- Champion de Belgique de D3 en 1988 avec le Germinal Ekeren